# Spoorlijn Hannover - Würzburg
De spoorlijn Hannover - Würzburg is een Duitse hogesnelheidslijn (HSL) tussen Hannover en Würzburg geschikt voor een maximumsnelheid van 280 km/h. De lijn is de eerste hogesnelheidslijn in Duitsland die werd aangelegd en geopend.

## Verloop

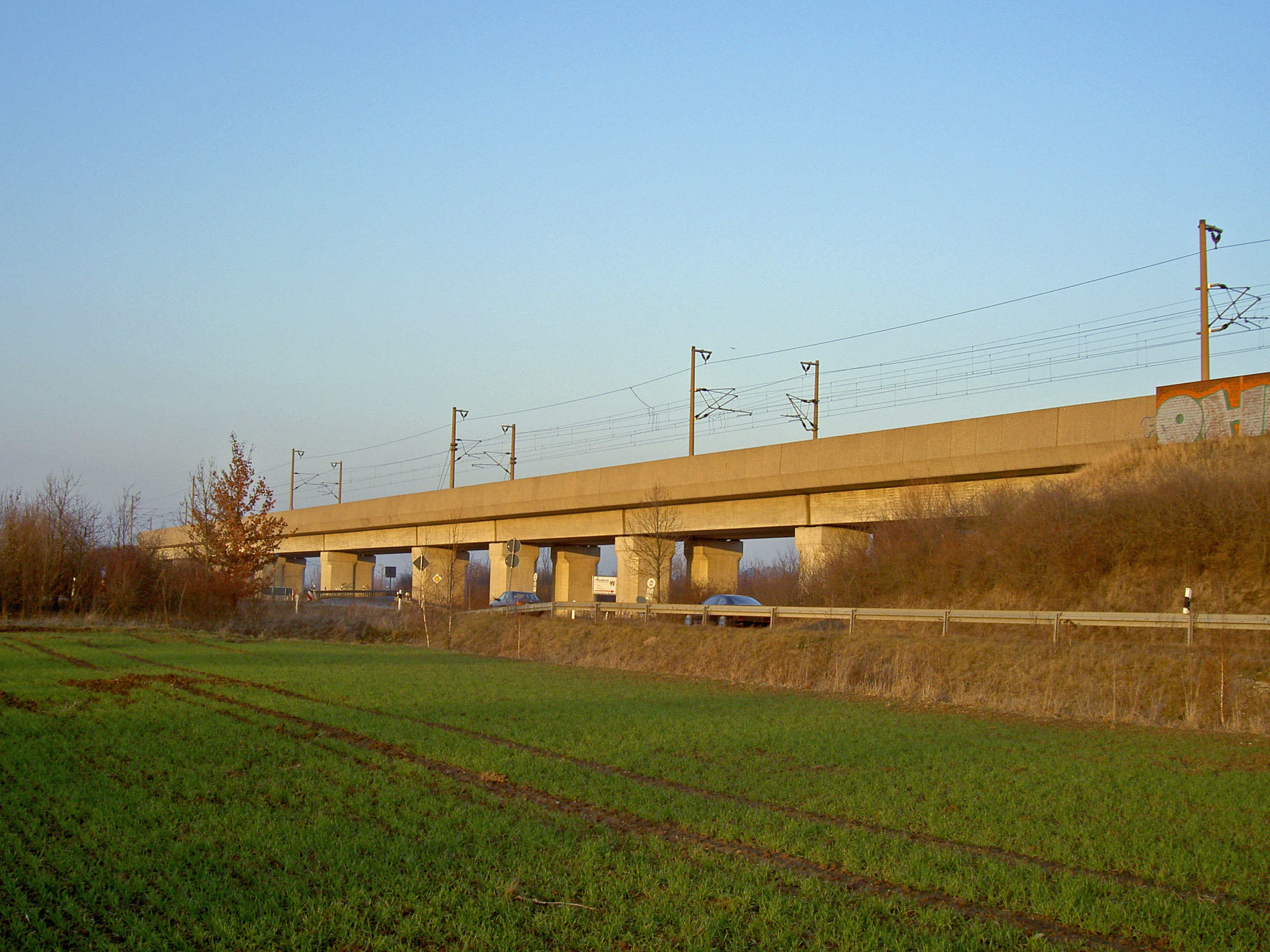
Brug bij Barnten (2005)

Voor de bouw van de spoorlijn verliep het langeafstandsverkeer tussen Hannover en Würzburg via Alfeld, Kreiensen en Northeim tot Göttingen (spoorlijn Hannover - Kassel, verder via Eichenberg, Eschwege West, Bebra, Bad Hersfeld, Fulda en Gemünden am Main naar Würzburg (Noord-Zuidlijn). Door de bouw van de nieuwe spoorlijn kon de stad Kassel vanaf 1991 worden opgenomen in het IC/ICE-netwerk.
Het hoogteverloop van de spoorlijn ligt op een hoogte tussen 55 meter NN en 386 meter NN. De nieuwe spoorlijn is tussen Hannover en Würzburg 35 kilometer korter dan de bestaande spoorlijnen. Over een lengte van 55 kilometer loopt de HSL parallel naast bestaande spoorlijnen.
Tijdens de Duitse deling verliep 70 procent van de lijn door het zonerandgebied (gebied van 40 kilometer rond de Duits-Duitse grens).
Over de gehele lengte van de spoorlijn loopt ook de snelweg A7 parallel, daarnaast volgt ook de B27 grotendeels de spoorlijn.

### Trajectdeel Hannover - Göttingen

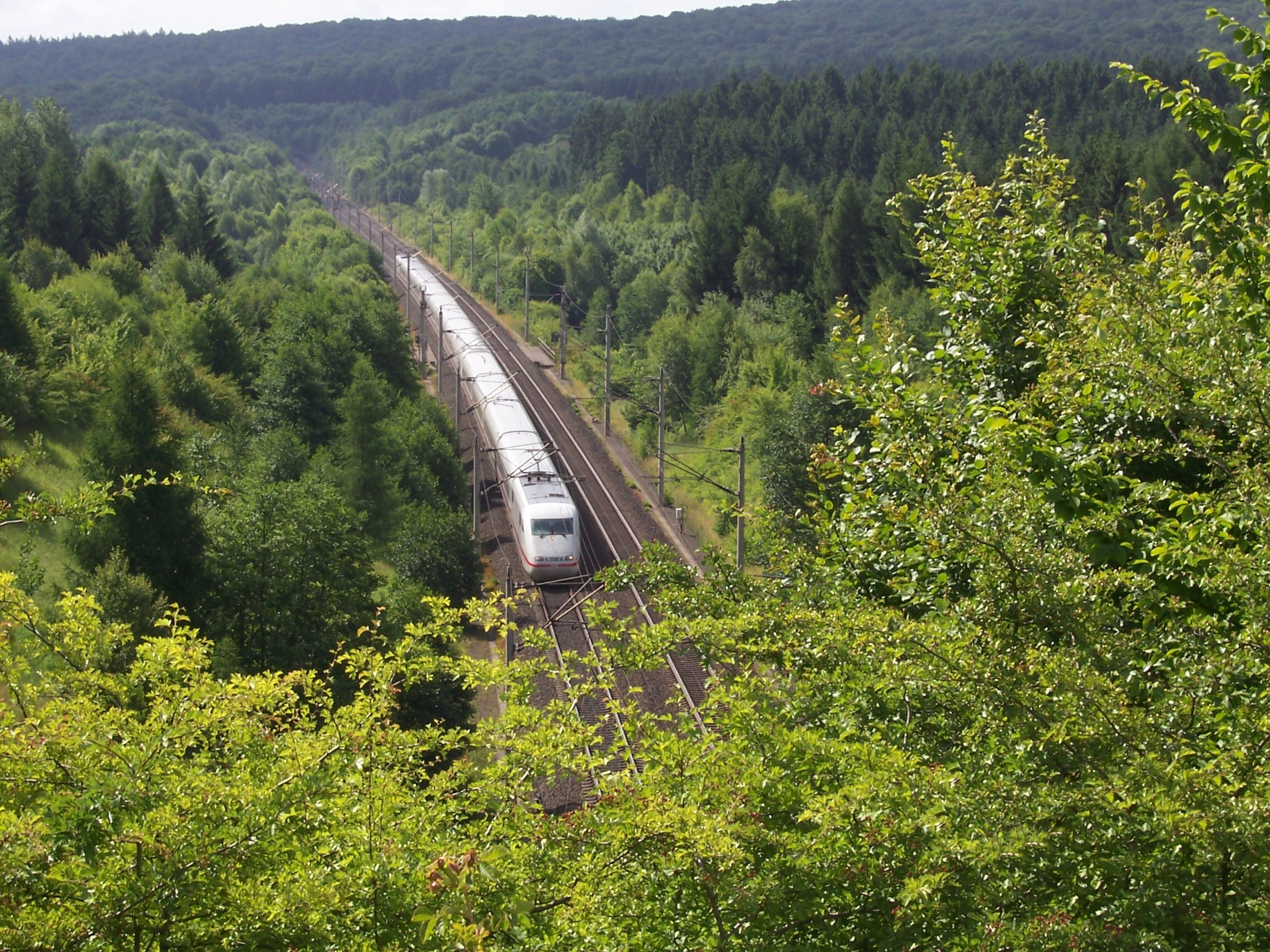
Een ICE in het Hildesheimer Wald, tussen de Eichenbergtunnel en Escherbergtunnel, op weg naar het noorden (2008)

De 327,4 kilometer lange HSL begint bij kilometer 0,0 in Hannover Hauptbahnhof. In de zuidelijke richting lopende lijn volgt het over het stadsgebied van Hannover richting het beursterrein (Messe). Bij een aantal evenementen stoppen ook de ICE/IC-treinen op het station Hannover Messe/Laatzen, tot Rethen volgt de spoorlijn bij km 8 nog de spoorlijn Hannover - Kassel. De beide HSL-sporen liggen tussen Hannover Bismarckstraße en de aansluiting Rethen tussen de sporen van de oude lijn. De HSL kruist kruisingsvrij de parallelsporen en takt in zuidwestelijke richting van de oude spoorlijn af. De HSL kruist tussen Rethen en Barnten elf bruggen van samen 1,1 kilometer lang en op een 8 meter hoge spoordijk van 6,9 kilometer door het overloopgebied van de Leine en de Innerste. Bij Sorsum (km 29) takt via de Hildesheimer Schleife een enkelsporige verbindingsboog richting de spoorlijn Lehrte - Nordstemmen. Deze worden gebruikt door treinen van en naar Berlijn via Wolfsburg, Braunschweig en Hildesheim.
Via de Escherbergtunnel en twee andere buizen verlaat de spoorlijn de Noord-Duitse Laagvlakte en passeert het Hildesheimer Wald. Tussen Sibbese en Bad Gandersheim verloopt de lijn door een dal zonder grote kunstwerken, wordt via zes tunnels en vijf dalbruggen de Leinegraben bereikt. Hier wordt de HSL bij Edesheim in een nieuwe spoorlijn met de Noord-Zuidlijn verenigd. Bij km 77 bestaat de mogelijk om tussen beide spoorlijnen te wisselen. Northeim wordt ten westen gepasseerd, in station Nörten-Hardenberg bij km 89 bestaat nog een mogelijk om van spoorlijn te wisselen. Bij km 99 wordt station Göttingen bereikt.

### Trajectdeel Göttingen - Kassel

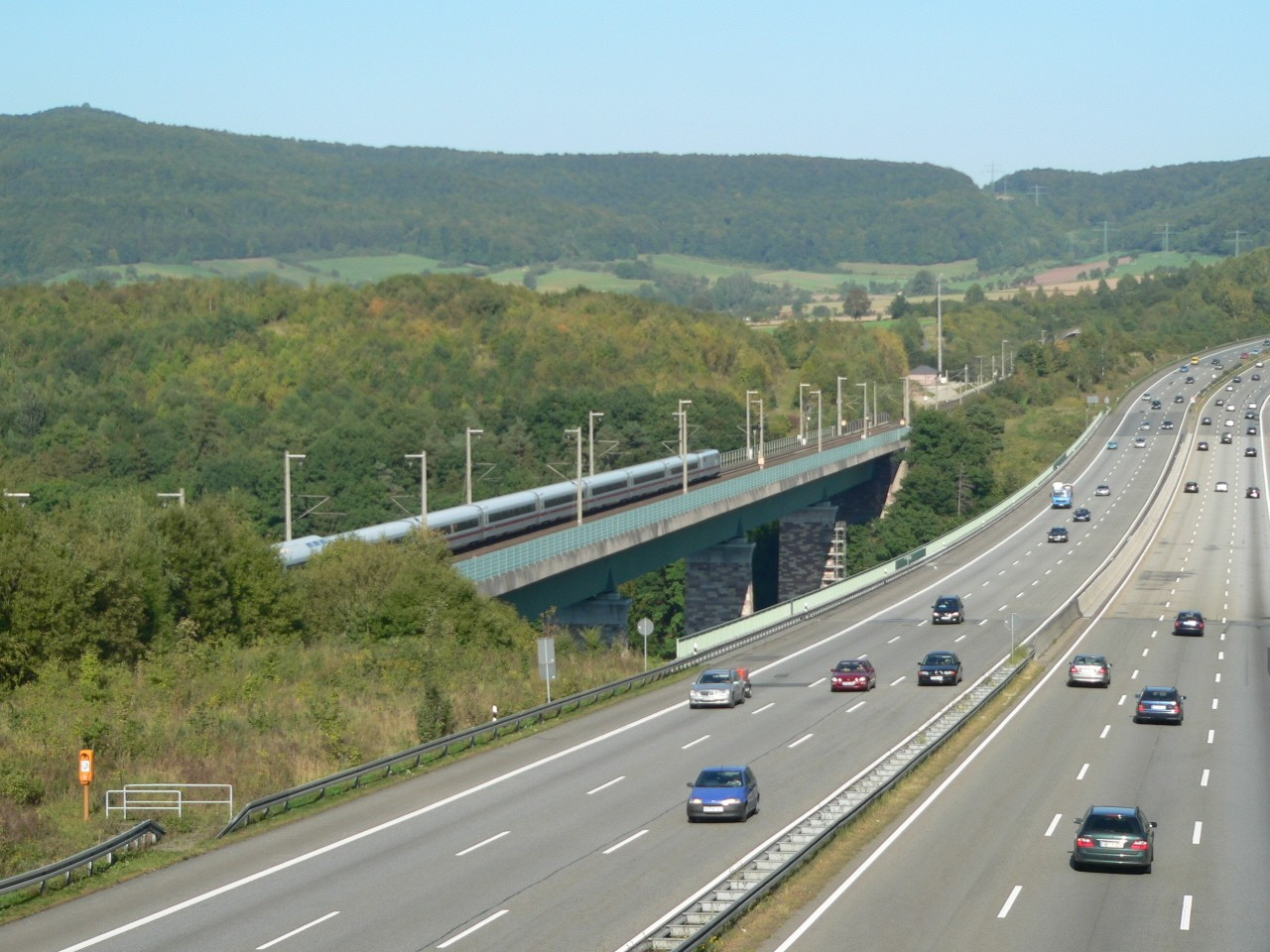
In tegenstelling tot latere HSL-lijnen werd deze nauwelijks gebundeld met andere verkeersverbindingen. Behalve hier bij de Werradalbrug parallel aan de A7 (2006)

Het trajectdeel tussen de stations Göttingen en Kassel-Wilhelmshöhe loopt nagenoeg hemelsbreed tussen beide steden. Ongeveer 21 kilometer van de 44 kilometer lange trajectdeel bevindt zich in een tunnel, daaronder de 10.525 meter lange Mündener Tunnel, de een na langste tunnel van Duitsland.
Ter hoogte van de Fuldadalbrug Kragenhof (km 133) bereikt de HSL het paralleltracé met de Noord-Zuidlijn, dat deze spoorlijn 9 kilometer volgt tot de zuidrand van de stad Kassel. De lijn passeert het rangeerstation van Kassel aan de westkant en bereikt bij km 144 station Kassel-Wilhelmshöhe. Dit station is speciaal gebouwd voor de HSL omdat Kassel Hauptbahnhof een kopstation is waarvan de passage veel tijd kost.
Voor het dun bevolkte, maar geografisch zeer afwisselend landschap had het trajectdeel tussen Göttingen en de deelstaatgrens de hoogste kosten per kilometer. De HSL loopt in dit trajectdeel op een afstand van 700 tot 1.000 meter van de dorpen, wanneer de lijn niet in een tunnel bevindt wat grotendeels voor dit deel het geval is. Behalve voor de Göttingense stadsdelen Grone en Groß Ellershausen, hier werden geluidsreducerende maatregelen genomen.

### Trajectdeel Kassel-Fulda

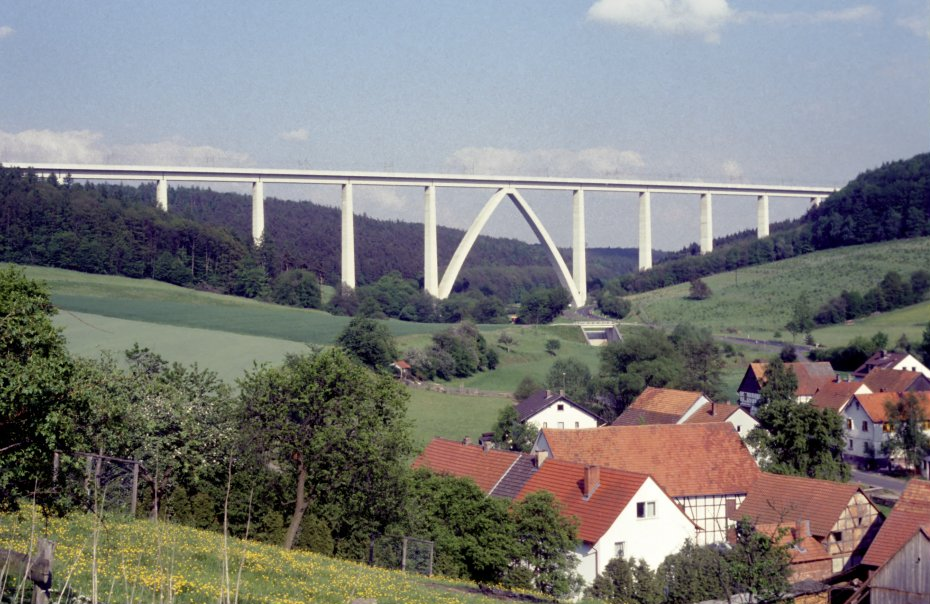
De Rombachdalbrug, de een na hoogste spoorbrug van Duitsland

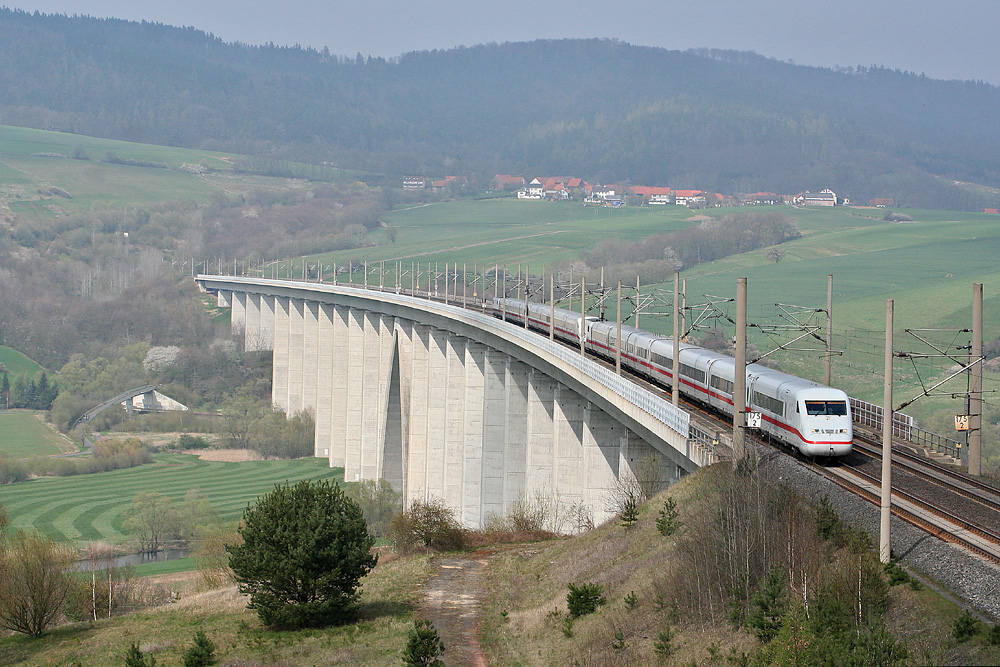
Een ICE 2 op de Fuldadalbrug Morschen (2008)

Na station Kassel-Wilhelmshöhe volgt het 89,96 kilometer lange trajectdeel naar station Fulda.
Het tracé volgt in grote lijn de loop van de rivier de Fulda, welke drie keer overbrugd wordt. In het gebied tussen Bebra en Bad Hersfeld verloopt de lijn ruim ten westen van de Fulda, deels dicht langs de A7. Doordat het Fuldadal voor een HSL te bochtig en dichtbebouwd is, moeten de zijdalen doorkruist worden waardoor vele kunstwerken nodig zijn. Ongeveer twee derde van de ongeveer 90 kilometer lange trajectdeel bevindt zich op 18 dalbruggen en in 25 tunnels. De opvallendste kunstwerken zij de Fuldadalbrug Solms (km 206), die met ongeveer 1600 meter de langste brug van de lijn is en de Rombachdalbrug (km 218), met een hoogte van 95 meter de een na hoogste spoorbrug van Duitsland. Na de 7.345 meter lange Dietershantunnel wordt het station Fulda (km 234) bereikt.
De HSL verloopt op dit trajectdeel, afgezien van de steden Fulda en Kassel, nagenoeg door onbewoond gebied. De afstand tot het dichtstbijzijnde dorp ligt in de regel op 400 meter.

### Trajectdeel Fulda - Würzburg

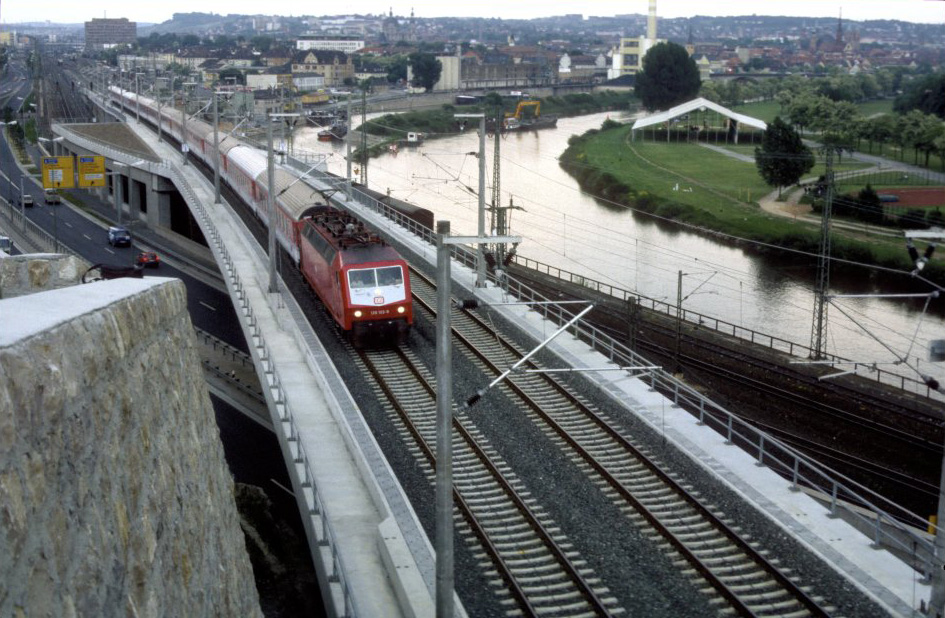
Een Intercity op de fly-over komend vanaf Würzburg Hauptbahnhof, om vervolgens de HSL op te rijden (1988)

Zuidelijk van het station van Fulda volgt de HSL de spoorlijn Frankfurt - Göttingen voor 8 kilometer tot Bronnzell, waarbij deze spoorlijn in zuidwestelijke richting naar Frankfurt am Main de HSL verlaat. Van deze spoorlijn takt bij Flieden de spoorlijn Flieden - Gemünden naar Würzburg af. Na een serie korte tunnels volgt de 10.779 meter lange Landrückentunnel (km 251), de langste tunnel van Duitsland. Bij de noordingang van de tunnel bereikt de HSL het hoogste punt op 386 m NN. Nadat de lijn bij de Maindalbrug Gemünden daalt, stijgt het nogmaals richting het zuiden. Bij dienststation Burgsinn (km 283) bestaat de mogelijkheid, om te wisselen met de spoorlijn Flieden - Gemünden, die via de spoorlijn Würzburg - Hanau aansluiting heeft van en naar Würzburg.
Bij dienststation Rohrbach (km 302) takt de uit Frankfurt am Main komende spoorlijn via de Nantenbacher Kurve op de HSL aan.
Na de Maindalburg Veitshöchheim (km 321) verloopt de lijn door twee verdere tunnels, maakt de laatste bocht naar links en sluit via een fly-over op de spoorlijn Würzburg - Aschaffenburg aan. Hierna wordt het Würzburg Hauptbahnhof (km 327) bereikt.

## Geschiedenis
De eerste plannen voor de HSL tussen Hannover - Würzburg waren er al in de jaren '60. In 1973 ging de eerste schop in de grond van de 327 kilometer lange lijn. De planning was dat de lijn in 1985 geopend kon worden, maar door vele rechtszaken en bezwaren werd de bouw soms stilgelegd wat de bouw veel vertraagde.
Het toestaan van goederentreinen had veel invloed op het ontwerp. Zo mogen de hellingen niet te steil zijn en de verkanting niet te groot. In totaal zijn er 61 tunnels met een gezamenlijke lengte van 120 kilometer (wat er op neer komt dat 37% van de lijn in een tunnel ligt). De langste tunnel is de Landrücken Tunnel met een lengte van 10,7 km. Daarnaast zijn er ook 294 (dal)bruggen en viaducten met een gezamenlijke lengte van 30 km. De hoogste dalbrug is de Rombach dalbrug met het hoogste punt op 95 meter boven maaiveld. Tevens werd voor dit gemengd bedrijf om de 20 kilometer inhaalsporen aangelegd. Uiteindelijk werd besloten om overdag reizigerstreinen te laten rijden met maximaal 280 km/h en 's nachts goederentreinen met een maximumsnelheid van 160 km/h.
De bruggen en tunnels waren de helft van de kosten van het gehele project. De kosten van het project waren in 1975 voor het trajectdeel Hannover - Kassel geraamd op 4,75 miljard Duitse mark (ongeveer €2,43 miljard) en in 1979 werd het trajectdeel Kassel-Würzburg geraamd op 5,06 miljard DM (ongeveer €2,59 miljard). De uiteindelijke komsten van het project bedroegen 11,874 miljard DM (ongeveer €6,07 miljard).
Het eerste trajectdeel tussen Burgsinn en Hoge Wart werd op 14 juli 1986 in gebruik genomen voor testritten. Zo haalden locomotieven van het type Baureihe 103 snelheden van 280 km/h op dit trajectdeel. Op het traject werden ook de voorloper van het huidige Intercity-Express-materieel getest, namelijk de InterCityExperimental. Deze trein reed op 17 november 1986 een presentatierit voor journalisten met een snelheid van 345 km/h.
Het volgende trajectdelen dat in gebruik genomen werd waren de delen Fulda - Würzburg en Edesheim - Nörten-Hardenberg op 29 mei 1988. Vanaf die dag volgden er testritten op de trajectdelen.
Pas drie jaar later op 2 juni 1991 werd de gehele lijn in de dienstregeling opgenomen, deze was samen met de HSL tussen Mannheim en Stuttgart de eerste HSL van Duitsland.

### Wereldrecordritten
Op 1 mei 1988 werd er geprobeerd het wereldrecord voor treinen op conventioneel spoor te verbeteren. Dit werd gedaan met de testtrein InterCityExperimental. Deze trein en het spoor werden speciaal aangepast voor de recordrit. Op het trajectdeel tussen Würzburg en Fulda ten noorden van Einmalbergtunnel haalde de trein een snelheid van 406,9 km/h. Dit record hield maar een jaar stand want toen werd deze verbroken door de Franse TGV Atlantique welke 482,4 km/h haalde. Momenteel staat het record op naam van de TGV POS met 574,8 km/h van 3 april 2007.

### Ongelukken
- Op 3 september 1986, de dag van de eerste rit van de InterCityExperimental, ontspoorde motorrijtuig 410 001 bij het dienststation Burgsinn doordat een wissel onder het motorrijtuig werd omgezet.[14]
- Op 29 juni 1991 reden twee goederentreinen in een tunnel bij Jühnde op elkaar. Doordat een goederentrein een storing had, had de machinist de treinbeveiliging uitgeschakeld en een rood sein gemist.[15]
- Op 29 maart 1999 ontspoorde in de Leinebuschtunnel een wagen van een goederentrein en brandde uit.[16][17]
- Op 28 april 1999 ontspoorde vier wagens van een goederentrein bij de ingang van de Schalkenbergtunnel door een warmloper bij een wagon.[18]
- Op 13 mei 1999 ontspoorde een Italiaanse goederentrein, als de laatste wagon van de trein ICG 50710 van Kornwestheim naar Bremen, bij kilometer 58. De trein beschadigde over acht kilometer de betonnen dwarsliggers en seininrichtingen naast het spoor werden ook geraakt. De schade liep op in de miljoenen, het tegenspoor ging pas een dag later open en het beschadigde spoor bleef tot 23 mei buiten dienst. Nadat het voor de derde keer in korte tijd een schuifwandwagen van het type 245 oorzaak van een ongeval was, besloot de spoorinspectie dat deze wagons niet harder mogen dan 60 km/h.[19]
- Op 26 april 2008 kwam op 21:05 uur de ICE 885 in de Landrückentunnel beschadigd tot stilstand, nadat het bij het binnenrijden van de tunnel op een kudde schapen was ingereden. Tien van de twaalf rijtuigen en beide motorwagens ontspoorden. 19 reizigers raakten gewond.[20]

## Exploitatie
Op de HSL mogen reizigerstreinen tussen 5:30 en 23:00 uur rijden. Ze hebben voorrang op eventuele goederentreinen. Buiten deze tijden hebben goederentreinen voorrang en moeten reizigerstreinen omrijden via de oude spoorlijn. Op de spoorlijn rijden naast Intercity-Express-treinen ook Intercity's op de spoorlijn. Het gaat hierbij om de volgende treinseries:
| Serie  | Treinsoort                        | Route | Bijzonderheden |
| ------ | --------------------------------- | --- | --- |
| ICE 11 | InterCityExpress (DB Fernverkehr) | [ Berlin Ostbahnhof – Berlin Hbf – Berlin-Spandau – Braunschweig Hbf – Hildesheim Hbf – Göttingen – Kassel-Wilhelmshöhe – Fulda – Hanau Hbf – Frankfurt (Main) Hbf ] / [ Wiesbaden Hbf – Mainz Hbf – Worms Hbf ] – Mannheim Hbf – Stuttgart Hbf – Ulm Hbf – Augsburg Hbf – München-Pasing – München Hbf | Één trein van Wiesbaden naar München. |
| ICE 12 | InterCityExpress (DB Fernverkehr) | Berlin Ostbahnhof – Berlin Hbf – Berlin-Spandau – Wolfsburg Hbf – Braunschweig Hbf – Hildesheim Hbf – Göttingen – Kassel-Wilhelmshöhe – Fulda – Hanau Hbf – Frankfurt (Main) Hbf – Mannheim Hbf – Karlsruhe Hbf – Offenburg – Freiburg (Breisgau) Hbf – Basel Bad Bf – Basel SBB – Liestal – Olten – Bern – Thun – Spiez – Interlaken West – Interlaken Ost | |
| ICE 20 | InterCityExpress (DB Fernverkehr) | [ Kiel Hbf – Neumünster ] / [ Hamburg-Altona ] – Hamburg Dammtor – Hamburg Hbf – Lüneburg – Uelzen – Hannover Hbf – Göttingen – Kassel-Wilhelmshöhe – Fulda – Hanau Hbf – Frankfurt (Main) Hbf – [ Frankfurt (Main) Flughafen Fernbahnhof – Mainz Hbf – Wiesbaden Hbf ] / [ Mannheim Hbf – Karlsruhe Hbf – Baden-Baden – Freiburg (Breisgau) Hbf – Basel Bad Bf – Basel SBB – Zürich Hbf ] | Rijdt elke twee uur. |
| ICE 22 | InterCityExpress (DB Fernverkehr) | [ [ Kiel Hbf – Neumünster ] / [ Hamburg-Altona ] – Hamburg Dammtor – Hamburg Hbf ] / [ Oldenburg (Oldb) Hbf – Bremen Hbf ] – Hannover Hbf – Kassel-Wilhelmshöhe – Frankfurt (Main) Hbf – Frankfurt (Main) Flughafen Fernbahnhof – Mannheim Hbf – Stuttgart Hbf | Rijdt elke twee uur. Één trein per dag van/naar Oldenburg. |
| ICE 25 | InterCityExpress (DB Fernverkehr) | [ [ Kiel Hbf – Neumünster ] / [ Hamburg-Altona ] – Hamburg Dammtor – Hamburg Hbf – ] / [ Oldenburg (Oldb) Hbf – Bremen Hbf – ] Hannover Hbf – Göttingen – Kassel-Wilhelmshöhe – Fulda – Würzburg Hbf – [ Nürnberg Hbf – ] / [ Treuchtlingen – Donauwörth – Augsburg Hbf – München-Pasing ] / [ Ingolstadt Hbf ] – München Hbf – Tutzing – Murnau – Oberau – Garmisch-Partenkirchen | Rijdt elk uur tussen Hamburg en München. Elke twee uur een vleugeltrein naar/van Oldenburg. Enkele treinen via Augsburg. Één trein per dag door naar Garmisch-Partenkirchen. |
| ICE 41 | InterCityExpress (DB Fernverkehr) | [ Dortmund Hbf – Bochum Hbf – Essen Hbf – Duisburg Hbf – Düsseldorf Hbf – Köln Messe/Deutz – Siegburg/Bonn – Montabaur – Limburg Süd – Frankfurt (Main) Flughafen Fernbahnhof – Frankfurt (Main) Hbf – Aschaffenburg Hbf ] / [ Darmstadt Hbf – Frankfurt (Main) Hbf – Frankfurt (Main) Flughafen Fernbahnhof – Limburg Süd – Montabaur – Siegburg/Bonn – Köln Messe/Deutz – Düsseldorf Hbf – Duisburg Hbf – Essen Hbf – Bochum Hbf – Dortmund Hbf – Hamm (Westf) – Soest – Lippstadt – Paderborn Hbf – Altenbeken – Warburg (Westf) – Kassel-Wilhelmshöhe – Fulda ] – Würzburg Hbf – Nürnberg Hbf – München Hbf – Tutzing – Murnau – Oberau – Garmisch-Partenkirchen               | Elk uur tussen Dortmund en München. Éénmaal per dag vanaf Darmstadt via Dortmund en Kassel naar München. Één trein op zaterdag door tot Garmisch-Partenkirchen.              |
| ICE 91 | InterCityExpress (DB Fernverkehr) | [ Hamburg-Altona – Hamburg Dammtor – Hamburg Hbf – Hamburg-Harburg – Hannover Hbf – Kassel-Wilhelmshöhe – Fulda ] / [ [ Hamburg Hbf – Hamburg-Harburg – Bremen Hbf – Osnabrück Hbf – Münster (Westf) Hbf – Dortmund Hbf – Hagen Hbf – Wuppertal Hbf – Solingen Hbf ] / [ Dortmund Hbf – Bochum Hbf – Essen Hbf – Duisburg Hbf – Düsseldorf Hbf ] – Köln Hbf – Bonn Hbf – Koblenz Hbf – Mainz Hbf – Frankfurt (Main) Flughafen Fernbahnhof – Frankfurt (Main) Hbf – Hanau Hbf ] – Würzburg Hbf – Nürnberg Hbf – Regensburg Hbf – Plattling – Passau Hbf – Wels Hbf – Linz Hbf – St. Pölten Hbf – Wien Meidling – Wien Hbf – Flughafen Wien-Schwechat                                | Rijdt elke twee uur tussen Frankfurt en Wenen. Enkele treinen vanaf Hamburg via Dortmund. Één trein vanaf Hamburg via Hannover.                                              |
| IC 26  | Intercity (DB Fernverkehr)        | [ [ Westerland (Sylt) – Husum ] / [ Hamburg-Altona ] – Hamburg Dammtor ] / [ Ostseebad Binz – Stralsund Hbf – Rostock Hbf – Bützow – Bad Kleinen – Schwerin Hbf ] – Hamburg Hbf – Hamburg-Harburg – Lüneburg – Uelzen – Celle – Hannover Hbf – Göttingen – Kassel-Wilhelmshöhe – [ Marburg (Lahn) – Gießen – Frankfurt (Main) Hbf – Darmstadt Hbf – Bensheim – Weinheim (Bergstraße) – Heidelberg Hbf – Bruchsal – Karlsruhe Hbf ] / [ Fulda – Würzburg Hbf – Ansbach – Augsburg Hbf – [ Buchloe – Kempten (Allgäu) Hbf – Immenstadt – Oberstdorf ] / [ München Ost – Rosenheim – [ Prien a Chiemsee – Traunstein – Freilassing – Berchtesgaden ] / [ Kufstein – Innsbruck Hbf ] ] | Enkele treinen vanaf Binz en Westerland, enkele treinen vanaf Kassel richting Augsburg.                                                                                      |

## Aansluitingen
In de volgende plaatsen is of was er een aansluiting op de volgende spoorlijnen:
Hannover Hauptbahnhof
DB 1700, spoorlijn tussen Hannover en Hamm
DB 1705, spoorlijn tussen Hannover en Seelze
DB 1710, spoorlijn tussen Hannover en Celle
DB 1730, spoorlijn tussen Hannover en Braunschweig
DB 1732, spoorlijn tussen Hannover en Kassel
DB 1734, spoorlijn tussen Hannover en Lehrte
DB 1760, spoorlijn tussen Hannover en Soest
aansluiting Hannover Bismarckstraße
DB 1732, spoorlijn tussen Hannover en Kassel
DB 1756, spoorlijn tussen Hannover Bismarckstraße en Hannover-Wülfel
DB 1760, spoorlijn tussen Hannover en Soest
Hannover-Wülfel
DB 1732, spoorlijn tussen Hannover en Kassel
DB 1753, spoorlijn tussen de aansluiting Waldhausen en Hannover-Wülfel
DB 1754, spoorlijn tussen Hannover-Wülfel en de aansluiting Waldheim
DB 1755, spoorlijn tussen Hannover Wülfel en Hannover Messebahnhof
DB 1756, spoorlijn tussen Hannover Bismarckstraße en Hannover-Wülfel
Hannover Messe/Laatzen
DB 1732, spoorlijn tussen Hannover en Kassel
Aansluiting Sorsum
DB 1774, spoorlijn tussen de aansluiting Sorsum en de aansluiting Himmelsthür
aansluiting Edesheim (Leine)
DB 1816, spoorlijn tussen de aansluiting Edesheim W103 en W106
DB 1817, spoorlijn tussen de aansluiting Edesheim W103 en W106
Nörten-Hardenberg
DB 1732, spoorlijn tussen Hannover en Kassel
Göttingen
DB 1732, spoorlijn tussen Hannover en Kassel
DB 1800, spoorlijn tussen Göttingen en de aansluiting Grone
DB 1801, spoorlijn tussen Göttingen en Bodenfelde
DB 1803, spoorlijn tussen Göttingen en de aansluiting Siekweg
DB 3600, spoorlijn tussen Frankfurt en Göttingen
aansluiting Siekweg
DB 1803, spoorlijn tussen Göttingen en de aansluiting Siekweg
Fuldatal-Ihringshausen
DB 1732, spoorlijn tussen Hannover en Kassel
Kassel Rangierbahnhof
DB 3925, spoorlijn tussen de aansluiting Berg en Kassel Rangierbahnhof
DB 3926, spoorlijn tussen Kassel Rangierbahnhof W270 en W278
Kassel-Wilhelmshöhe
DB 3900, spoorlijn tussen Kassel en Frankfurt
DB 3901, spoorlijn tussen Kassel en Hessisch Lichtenau
DB 3913, spoorlijn tussen Obervellmar en Kassel-Wilhelmshöhe
DB 9390, spoorlijn tussen Kassel en Naumburg
aansluiting Kassel Oberzwehren
DB 3900, spoorlijn tussen Kassel en Frankfurt
Fulda
DB 3600, spoorlijn tussen Frankfurt en Göttingen
DB 3700, spoorlijn tussen Gießen en Fulda
DB 3822, spoorlijn tussen Bronnzell en Fulda
DB 3823, spoorlijn tussen Bronnzell en Fulda
DB 3824, spoorlijn tussen Fulda en Gersfeld
Burgsinn Bbf
DB 5214, spoorlijn tussen Burgsinn en Burgsinn Betriebsbahnhof
DB 5215, spoorlijn tussen Burgsinn Betriebsbahnhof en de aansluiting Sinnberg
Rohrmach
DB 5216, spoorlijn tussen de aansluiting Nantenbach en Rohrbach
Würzburg
DB 5200, spoorlijn tussen Würzburg en Aschaffenburg
DB 5201, spoorlijn tussen Würzburg en Veitshöchheim
DB 5209, spoorlijn tussen Rottendorf en Würzburg
DB 5321, spoorlijn tussen Treuchtlingen en Würzburg
DB 5910, spoorlijn tussen Fürth en Würzburg

## Stations op de lijn
- Hannover Hauptbahnhof
- Hannover Messe/Laatzen (alleen bij grote evenementen)
- Göttingen
- Kassel-Wilhelmshöhe
- Fulda
- Würzburg Hauptbahnhof